# Cache (Oklahoma)
Cache és una ciutat dels Estats Units a l'estat d'Oklahoma. Segons el cens del 2000 tenia 2.371 habitants.

## Demografia
Segons el cens del 2000, Cache tenia 2.371 habitants, 865 habitatges, i 685 famílies. La densitat de població era de 270 habitants per km².
Dels 865 habitatges en un 44,4% hi vivien nens de menys de 18 anys, en un 54,2% hi vivien parelles casades, en un 18,2% dones solteres, i en un 20,8% no eren unitats familiars. En el 18,6% dels habitatges hi vivien persones soles el 7,6% de les quals corresponia a persones de 65 anys o més que vivien soles. El nombre mitjà de persones vivint en cada habitatge era de 2,74 i el nombre mitjà de persones que vivien en cada família era de 4,6.
Per edats la població es repartia de la següent manera: un 31,7% tenia menys de 18 anys, un 9,7% entre 18 i 24, un 45% entre 25 i 44, un 20,3% de 45 a 60 i un 9,2% 65 anys o més.
L'edat mediana era de 32 anys. Per cada 100 dones de 18 o més anys hi havia 89,3 homes.
La renda mediana per habitatge era de 31.359 $ i la renda mediana per família de 36.591 $. Els homes tenien una renda mediana de 29.236 $ mentre que les dones 21.750 $. La renda per capita de la població era de 13.892 $. Entorn del 14,9% de les famílies i el 17,7% de la població estaven per davall del llindar de pobresa.

## Poblacions més properes
El següent diagrama mostra les poblacions més properes.